# Воскресенка (Хомутинское сельское поселение)
Воскресенка — деревня в Нижнеомском районе Омской области. Входит в состав Хомутинского сельского поселения.

## История
Основана в 1892 г. В 1928 г. село Воскресенское состояло из 89 хозяйств, основное население — русские. Центр Воскресенского сельсовета Еланского района Омского округа Сибирского края.

## Население
| 2010 |
| ---- |
| 3    |